# Народно читалище „Христо Ботев – 1927“
Народно читалище „Христо Ботев-1927“ е читалище в село Борислав, област Плевен.
Читалището е основано на 6 февруари 1927 г.
Към читалището е съставен театрален състав, който за 50 години са изнесени над 100 пиеси. Зареждат се камерни форми, седенки, издирвания на автентичен фолклор, обичаи, за запазване на традиции. Изработени са 110 родословни дървета на всички фамилии на село Борислав от Рачо Иванов Рачев, учител и основател на читалището. Изготвени са фото албуми от родословни дървета, съхраняват се в читалището, а оригиналите са предадени в Държавния архив. На 1 ноември 2006 г. е открита паметна плоча на Рачо Рачев.